# José Ignacio de Gorriti
José Ignacio de Gorriti, nacido como José Francisco Ignacio de Gorriti (San Salvador de Jujuy, 30 de julio de 1770 - Chuquisaca, 10 de noviembre de 1835) fue un abogado, militar y político argentino, que se destacó por su ayuda y acción en la Guerra de Independencia de la Argentina. Fue reiteradas veces gobernador de la provincia de Salta y representó a esta provincia como diputado en el Congreso de Tucumán de 1816.

## Biografía
Sus padres fueron el comerciante español Ignacio de Gorriti y Arambarri, natural de Guipúzcoa, y María Feliciana Cueto y Liendo, perteneciente a una patricia familia jujeña de encomenderos y hacendados salto-jujeños, descendientes por parte de los Liendo, de Pedro de Zárate , quien fundara Jujuy por segunda vez (1575- San Francisco de Álava en el Valle de Jujuy). Fue hermano del canónigo Juan Ignacio Gorriti, secretario de la Junta Grande, ideólogo de la primera hora de la causa independentista, y del prócer militar Francisco "Pachi" Gorriti. La trascendencia política, religiosa y militar de la familia Gorriti,  fue fundamental para el triunfo de Belgrano y el Ejército del Norte en las batallas de Salta y Tucumán (1812) , y para la continuidad con el ideario güemesino en la Guerra Gaucha, luego del magnicidio del General Güemes (1821).
De niño estudió con los padres franciscanos y luego fue enviado a Córdoba junto a su hermano Juan Ignacio (quien luego sería un famoso canónigo). De 1782 a 1788 cursó en el Real Colegio Monserrat y en la Universidad Mayor Real y Pontificia San Francisco Xavier de Chuquisaca, recibiéndose de doctor en Cánones en 1789. Inmediatamente debió regresar a Jujuy debido al fallecimiento de su padre para administrar la finca Los Horcones, propiedad de su familia, cerca de Rosario de la Frontera, actual Salta, instalando una nutrida biblioteca filosófica, jurídica y literaria.
En 1802 se casó con Feliciana Zuviría, con la cual tuvo una hija que se llegaría a ser la famosa escritora Juana Manuela Gorriti, que se casaría con el futuro presidente de Bolivia, Manuel Isidoro Belzu. 
Haciendo uso de sus cuantiosos bienes equipó a soldados contra la Invasiones Inglesas de Buenos Aires en 1806. Hacia 1808 comenzó a conspirar contra los españoles en compañía de José Moldes y Francisco de Gurruchaga, y en 1810 fue de los más decididos a la hora de adherirse a la causa de la Revolución de Mayo, a la cual sirvió desde entonces sacrificando tanto su persona como su fortuna. 
Como dirigente revolucionario en Salta, formó la Partida de Baqueanos para el Ejército del Norte y el primer Cuerpo de Patriotas Decididos que se incorporó a las fuerzas que comandaba Martín Miguel de Güemes. Junto a este último peleó contra el realista Aramburu en los Valles Calchaquíes, y fue corresponsal de Ildefonso de las Muñecas y Bernardo de Monteagudo. Alojó a Antonio González Balcarce y Juan José Castelli cuando el Ejército del Norte pasó por Salta, ayudándolos con dinero, ganado, mulas y alimentos para la tropa. Además colaboró económicamente con Güemes para que este pudiera formar el Escuadrón de Salteños. Como colaborador de Manuel Belgrano hostilizó a las tropas de Tristán en la retirada del Ejército del Norte hacia Tucumán. Actuó además en las batallas de Las Piedras y Tucumán (1812).
En 1816, el pueblo de Salta lo eligió diputado al Congreso de Tucumán, teniendo en el mismo una importante actuación, tanto en los debates como en las decisiones. Su nombre aparece en las actas del Congreso en las sesiones secretas celebradas entre julio y agosto. 
En 1817, con el Congreso ya en Buenos Aires, renunció a su cargo de diputado para volver a Salta y continuar su lucha contra los realistas. Elegido senador al disuelto Congreso de 1819, fue luego ministro de Güemes y gobernador interino de Salta en 1819 y 1821. Consiguió una rotunda victoria en la batalla de Leon frente al coronel realista Guillermo Marquiegui, del ejército del general Olañeta en la guerrilla que culminó en la jornada del Día Grande de Jujuy el 27 de abril de 1821. 
Debido a conflictos que sobrevinieron renunció a su cargo, pero Güemes le pidió que volviera a colaborar con él, encargándole organizar el cuartel general del Chamical con el coronel Jorge Enrique Vidt. Estando a su frente, recibió a Güemes herido de muerte prestándole las últimas asistencias. 
Aunque severo en algunos aspectos, fue un progresista gobernador de Salta entre 1821 y 1823. En 1825 fue gobernador delegado por ausencia de Arenales. Tras el derrocamiento de este por su hermano "Pachi" Gorriti, desde 1827 hasta 1829, gobernó por segunda vez con gran eficacia: introdujo la vacunación antivariólica, fomentó la educación y la beneficencia, y legisló sobre el ejercicio de la medicina, la sepultura y nombramientos e incompatibilidades del Poder Judicial.
Sería una vez más gobernador delegado en 1831. El 4 de noviembre de 1831, Facundo Quiroga, caudillo de la Liga Federal, derrotó al caudillo unitario tucumano Gregorio Aráoz de Lamadrid en la batalla de La Ciudadela y, el 13 de noviembre, venció al también unitario José Ignacio Gorriti en la batalla de El Bordo de Areco. Centenares de unitarios buscaron asilo en distintos países, entre ellos Bolivia. Con la anuencia del presidente boliviano Andrés de Santa Cruz, y previas precisas instrucciones sobre el tratamiento a los exiliados al gobernador de la provincia de Tarija, coronel Manuel Fernández Vacaflor, muchas familias se dirigieron a la ciudad de Tarija. José Ignacio Gorriti junto a su esposa Feliciana Zuviría y numerosa familia, partieron de Salta el 13 de noviembre y se dirigieron hasta la ciudad de Tarija, donde arribaron el 27 del mismo mes de 1831. Allí experimentó momentos difíciles que, de una u otra manera, conspiraron contra su vida.
Ignacio de Gorriti falleció en su casa en La Plata (actual Sucre) el 10 de noviembre de 1835, al lado de su esposa y no sin antes recibir los auxilios de la Santa Iglesia Católica y Romana a través de los sacerdotes y autoridades eclesiásticas de la Parroquia de San Miguel y la presencia de su hermano, el Canónigo Juan Ignacio Gorriti (exmiembro de la Curia de Salta).
Acta de defunción, por Don Mariano Cabrera:

“En el año del Señor de mil ochocientos treinta y sinco, el dia dies de noviembre: murió en la Comunión de N. S. M. la Iglesia el General de la República Argentina José Ignacio Gorriti, esposo de Feliciana Zubiría é hijo legítimo de Ignacio Gorriti y Feliciana Cueto, vecino de Jujui en la Provincia de Salta, y residente en este Sagrario. Se confesó para morir y recivió los demás Sacramentos, que se los administró el Teniente de Cura Don José Mariano de Escalier. Cuyo cuerpo Mayor fue sepultado en el Camposanto Gral. de esta Ciudad con oficio cantado y Cruz Alta. Y para que conste lo firmé yo el Cura Rector propio de este Sagrario de San Miguel

Don Mariano Cabrera J.”

Fue enterrado inmediatamente en el Panteón de la ciudad de La Plata; posteriormente —se desconoce la fecha— fue exhumado y trasladado a la Iglesia de San Miguel de esa ciudad; sus restos fueron repatriados en 2005 y sepultados junto a los de su hermano Juan Ignacio en la entrada de la Catedral de Jujuy.